# Mouvement pour le renouveau économique de la Serbie
Le mouvement pour le renouveau économique de la Serbie (en serbe cyrillique : Покрет привредни препород Србије ; en serbe latin : Pokret privredni preporod Srbije ; en abrégé : PPPS) est un parti politique serbe. Il a son siège à Novi Beograd, l'une des municipalités de Belgrade, et est présidé par Miodrag Nikolić.

## Activités électorales
Lors des élections législatives serbes de 2012, le Mouvement pour le renouveau économique de la Serbie a participé à la coalition Donnons de l'élan à la Serbie, emmenée par Tomislav Nikolić, qui était alors président du Parti progressiste serbe (SNS). Le président du parti, Miodrag Nikolić, a été élu député à l'Assemblée nationale de la république de Serbie et est membre du groupe parlementaire du SNS.